# Mathieu (Calvados)
Pour les articles homonymes, voir Mathieu et Matthieu.
Mathieu est une commune française, située dans le département du Calvados en région Normandie, peuplée de 2 339 habitants.

## Géographie

### Localisation
Mathieu est un bourg périurbain situé à 8 km au nord de Caen et la même distance du littoral de la Manche au Luc-sur-Mer.
La voie rapide RD7 qui relie Caen à la mer contourne désormais le bourg.
La commune est desservie par une voie verte reliant  Hérouville à Caen.

### Communes limitrophes
| Colomby-Anguerny | Douvres-la-Délivrande | Cresserons , Plumetot |
| Anisy            | Mathieu               | Périers-sur-le-Dan    |
| Cambes-en-Plaine | Biéville-Beuville     | Biéville-Beuville     |

### Hydrographie
La commune est située dans le bassin Seine-Normandie. Elle est drainée par le Dan,.
Le Dan, d'une longueur de 20 km, prend sa source dans la commune d'Anisy et se jette  dans le canal de Caen à la mer à Blainville-sur-Orne, après avoir traversé huit communes. 

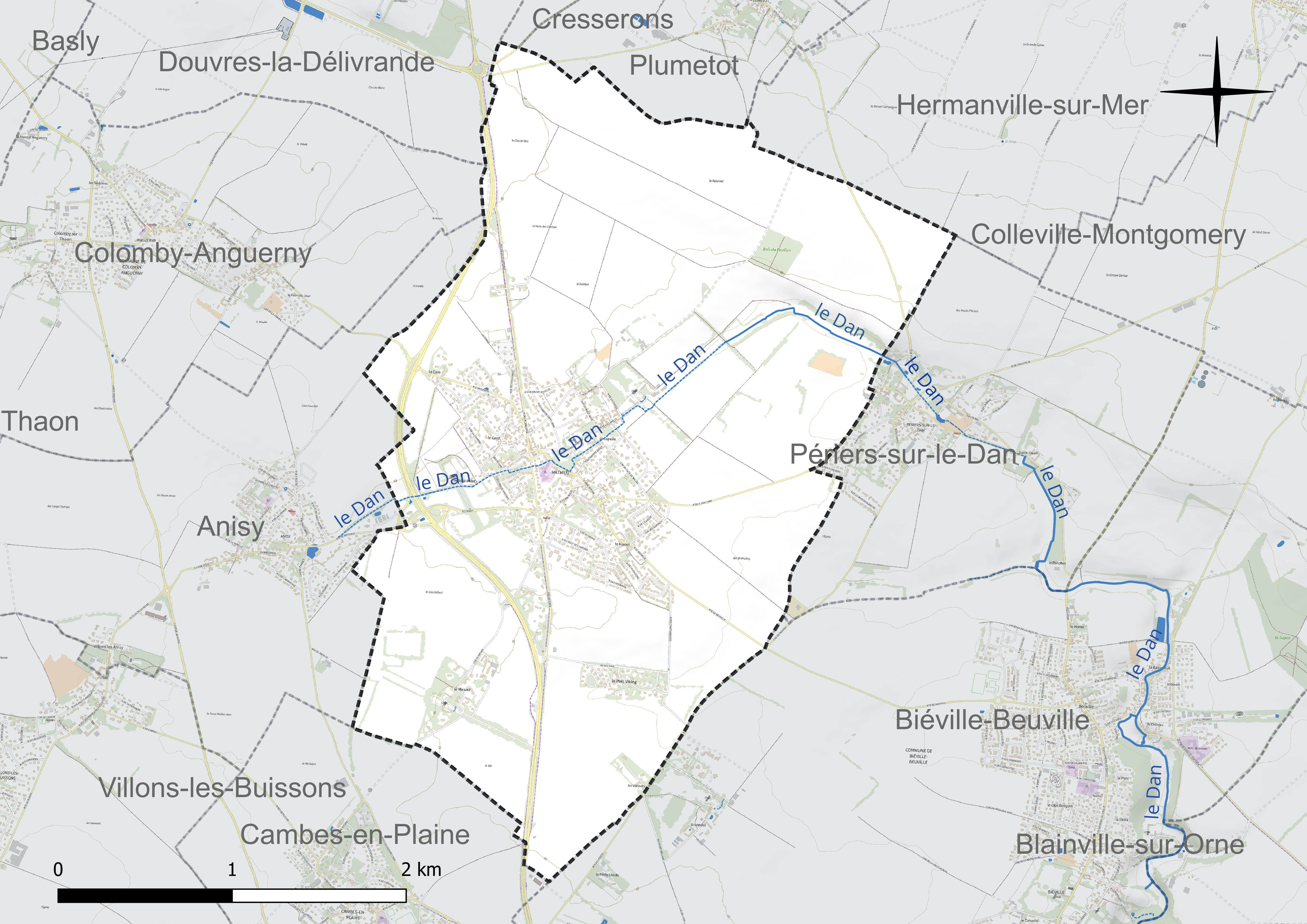
Réseau hydrographique de Mathieu.

### Climat
Pour des articles plus généraux, voir Climat de la Normandie et Climat du Calvados.
En 2010, le climat de la commune est de type climat océanique franc, selon une étude du CNRS s'appuyant sur une série de données couvrant la période 1971-2000. En 2020, Météo-France publie une typologie des climats de la France métropolitaine dans laquelle la commune est exposée à un climat océanique et est dans la région climatique Normandie (Cotentin, Orne), caractérisée par une pluviométrie relativement élevée (850 mm/a) et un été frais (15,5 °C) et venté.
Pour la période 1971-2000, la température annuelle moyenne est de 10,8 °C, avec  une amplitude thermique annuelle de 12 °C. Le cumul annuel moyen de précipitations est de 657 mm, avec 11,6 jours de précipitations en janvier et 7 jours en juillet. Pour la période 1991-2020, la température moyenne annuelle observée sur la station météorologique la plus proche, située sur la commune de Bernières-sur-Mer à 9 km à vol d'oiseau, est de 11,7 °C et le cumul annuel moyen de précipitations est de 695,0 mm,. Pour l'avenir, les paramètres climatiques de la commune estimés pour 2050 selon différents scénarios d'émission de gaz à effet de serre sont consultables sur un site dédié publié par Météo-France en novembre 2022.

## Urbanisme

### Typologie
Au 1er janvier 2024, Mathieu est catégorisée ceinture urbaine, selon la nouvelle grille communale de densité à 7 niveaux définie par l'Insee en 2022.
Elle appartient à l'unité urbaine de Mathieu, une unité urbaine monocommunale constituant une ville isolée,. Par ailleurs la commune fait partie de l'aire d'attraction de Caen, dont elle est une commune de la couronne,. Cette aire, qui regroupe 296 communes, est catégorisée dans les aires de 200 000 à moins de 700 000 habitants,.

### Occupation des sols
L'occupation des sols de la commune, telle qu'elle ressort de la base de données européenne d'occupation biophysique des sols Corine Land Cover (CLC), est marquée par l'importance des territoires agricoles (87,3 % en 2018), en diminution par rapport à 1990 (91,2 %). La répartition détaillée en 2018 est la suivante : 
terres arables (78,1 %), zones urbanisées (12,7 %), prairies (9,2 %). L'évolution de l'occupation des sols de la commune et de ses infrastructures peut être observée sur les différentes représentations cartographiques du territoire : la carte de Cassini (XVIIIe siècle), la carte d'état-major (1820-1866) et les cartes ou photos aériennes de l'IGN pour la période actuelle (1950 à aujourd'hui).

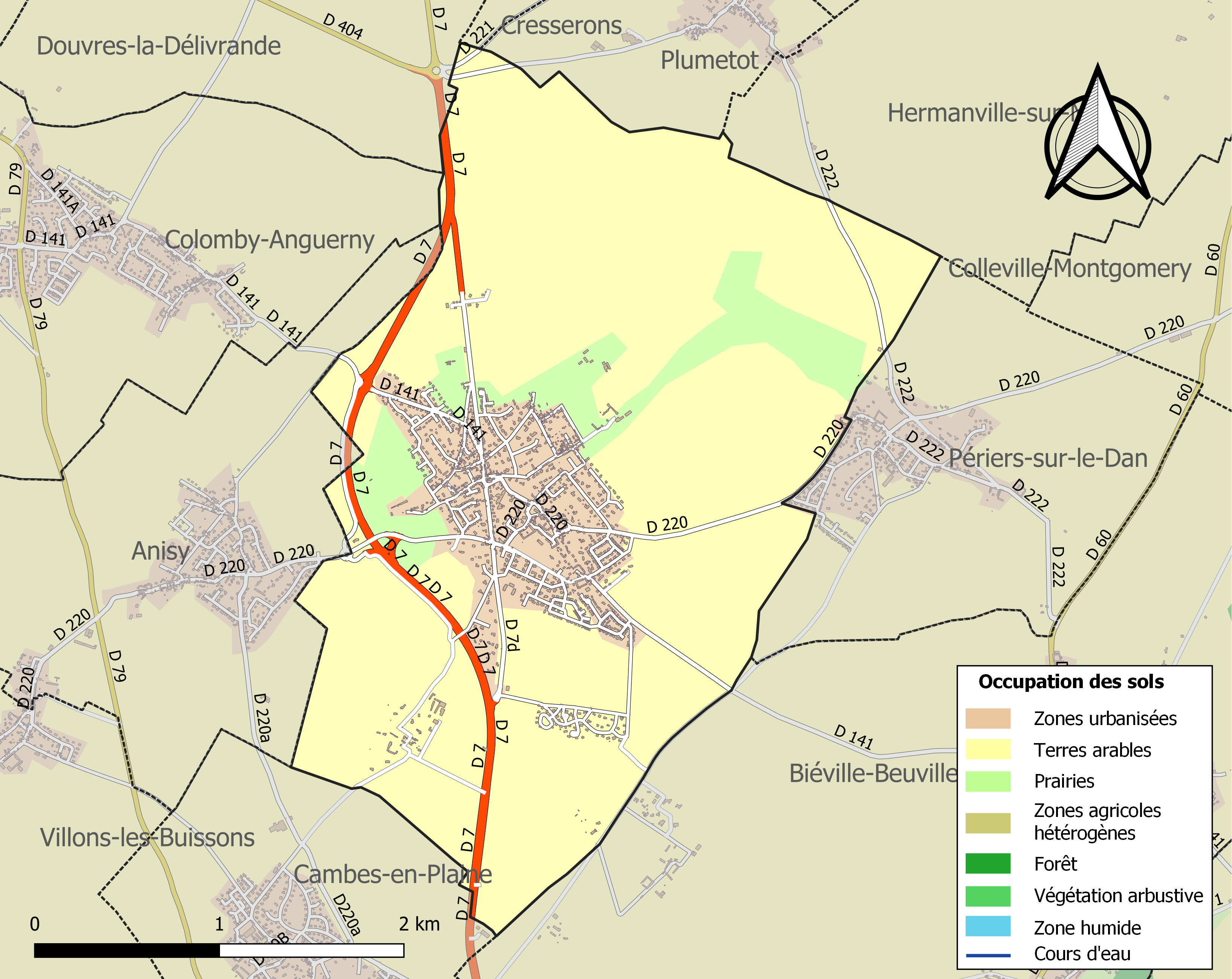
Carte des infrastructures et de l'occupation des sols de la commune en 2018 (CLC).

### Habitat et logement
En 2019, le nombre total de logements dans la commune était de 1 015, alors qu'il était de 860 en 2014 et de 795 en 2009.
Parmi ces logements, 91,9 % étaient des résidences principales, 1,9 % des résidences secondaires et 6,3 % des logements vacants. Ces logements étaient pour 90,7 % d'entre eux des maisons individuelles et pour 9,1 % des appartements.
Le tableau ci-dessous présente la typologie des logements à Mathieu en 2019 en comparaison avec celle du Calvados et de la France entière. Une caractéristique marquante du parc de logements est ainsi une proportion de résidences secondaires et logements occasionnels (1,9 %) inférieure à celle du département (17,9 %) mais supérieure à celle de la France entière (9,7 %). Concernant le statut d'occupation de ces logements, 73,9 % des habitants de la commune sont propriétaires de leur logement (75,7 % en 2014), contre 57 % pour le Calvados et 57,5 pour la France entière.
| Typologie                                               | Mathieu | Calvados | France entière |
| ------------------------------------------------------- | ------- | -------- | -------------- |
| Résidences principales (en %)                           | 91,9    | 75,1     | 82,1           |
| Résidences secondaires et logements occasionnels (en %) | 1,9     | 17,9     | 9,7            |
| Logements vacants (en %)                                | 6,3     | 6,9      | 8,2            |

### Projets d'aménagement
La zone d'aménagement concerté (ZAC) du quartier de la Gare a été adoptée par le conseil municipal en 2022, afin que de jeunes couples puissent s'installer à Mathieu dans des conditions financières acceptables. Sur un espace de  17,5 ha, dont 11,9 ha seront urbanisés, 225 logements sont prévus, dont 20 % de logements sociaux, 30 % en accession abordable, sous forme de maisons groupées ou de petits terrains à bâtir et 50 % du programme en accession libre répartis entre terrains à bâtir et logements collectifs ou intermédiaires, ainsi que des locaux destinés à des commerces ou des activités tertiaires.
Ce programme est destiné à se réaliser sur une douzaine d'années à raison de 19 logements par an,.

### Risques naturels et technologiques
Mathieu se situe en zone de sismicité 1 (sismicité très faible)

## Toponymie
Le nom de la localité est attesté sous les formes [Hamelinus de] Matun (ou Mathum) en 1046-1060 (copie VIIIe siècle, Fauroux 145) ; [Hunfredus de] Mathun en 1051 - 1066 (d° 202) ; [Serlo de] Maton en 1089 ; [de] Matonio en 1109-1113 (Lucien Musset, Abbaye normande, 27) ; Mattonum en 1146 ;  Matoen vers 1170 (Wace) ; [Robertus de] Matomo en 1195 (Stapelton 179) ; Matuen en 1220 et 1222 ; [Nicholaus de] Matom en 1231 ; Mathon et Mathien en 1224 ; [Adam de] Matoem en 1294 ; Mathien en 1381 ; [Notre Dame de] Mathieu en 1387 ; Mathien en 1388 ; Mathien en 1475.
Ce toponyme représenterait la fixation d'un anthroponyme pris absolument, soit roman Matonius,, soit germanique Matto, cf. Mathonville.
Cependant cette solution d'un anthroponyme pris absolument, si elle est fréquente en pays d'oc (dont Ernest Nègre est un spécialiste), est plutôt rare en Normandie et souvent liée à la perte d'un appellatif ou tout autre qualificatif, ainsi Heugon (Orne, Sanctus Martinus de Heugon 1286) ou Foucart (Seine-Maritime, Foucard-Escalles 1691 et 1757), en outre, les formes anciennes en -oem / -om, rappellent celles de Caen, ainsi que celles de Mouen, qui sont d'anciens toponymes en -magus « marché, ville », du gaulois magos « plaine, marché ». Cet appellatif est précédé du nom de personne gaulois Matto(s) / Matta (cf. inscription gauloise d'Autun : « matta dagomota baline enata ») qui se poursuivrait dans les mots romanches matta « fille » et mat « gamin », peut-être forme géminée de matu- / mato- « bon, bonne ».
La famille de Mathan trouve son origine dans ce village.
Le gentilé est Mathieusain.

## Histoire

### Préhistoire et antiquité
Des fouilles préventives avant le lancement de la construction du quartier de la Gare ont mis en évidence  512 structures, preuves d'une d'occupation humaine depuis l'époque néolithique, mais également de la protohistoire avec  « de rares éléments de céramique et un four des années 1129 à 929 avant J.-C » et des vestiges gallo-romains, notamment le long d'une ancienne voie romaine.

### Moyen Âge
Les vestiges d'un cimetière carolingien ont été également découverts lors des fouilles de 2022, dont l'originalité est de ne pas être lié à une paroisse.

### Époque contemporaine
La gare de Mathieu est ouverte en 1875 par la compagnie de chemin de fer de Caen à la mer desservie par les trains en provenance de la gare de Caen-Saint-Martin et à destination de la gare de Luc-sur-Mer puis, à partir de juillet 1876, de la gare de Courseulles. La ligne et la gare ferment en 1950-1952.

## Politique et administration

### Rattachements administratifs et électoraux

#### Rattachements administratifs
La commune se trouve dans l'arrondissement de Caen du département du Calvados.
Elle faisait partie depuis 1801 du canton de Douvres-la-Délivrande. Dans le cadre du redécoupage cantonal de 2014 en France, cette circonscription administrative territoriale a disparu, et le canton n'est plus qu'une circonscription électorale.

#### Rattachements électoraux
Pour les élections départementales, la commune fait partie depuis 2014 du canton d'Ouistreham
Pour l'élection des députés, elle fait partie de la cinquième circonscription du Calvados.

### Intercommunalité
Mathieu est membre depuis 2003 de la communauté d'agglomération du Grand Caen, qui a pris en 2004 le nom de communauté d'agglomération Caen la mer et s'est transformée en communauté urbaine en 2017 sous son nom actuel de Caen la Mer.
Caen la Mer est membre du Pays de Caen, une structure de regroupement de collectivités locales qui rassemble 9 intercommunalités représentant 142 communes.

### Liste des maires
| Période                                  | Période                        | Identité                  | Étiquette | Qualité                                                                                       |
| ---------------------------------------- | ------------------------------ | ------------------------- | --------- | --------------------------------------------------------------------------------------------- |
| Les données manquantes sont à compléter. |                                |                           |           |                                                                                               |
|                                          |                                | Louis Grenier             |           |                                                                                               |
|                                          | février 1882                   | Adrien-Constant Fontaine  |           | Mort en fonction                                                                              |
|                                          |                                | M. Lemarchand             |           |                                                                                               |
|                                          |                                | M. Nicole                 |           |                                                                                               |
| Les données manquantes sont à compléter. |                                |                           |           |                                                                                               |
| Maire en 1970                            | 1971                           | M. Gouée                  |           |                                                                                               |
| 1971                                     | mars 1989                      | Aristide Cagniard         |           | Agriculteur, suppléant du député François d'Harcourt (1978-1981) Chevalier du Mérite agricole |
| mars 1989                                | mars 2001                      | Jacques Séverin Abbatucci |           | Professeur de médecine Ancien directeur du centre François-Baclesse                           |
| mars 2001                                | mars 2008                      | Christian Rousselot       | DVD       | Expert-comptable                                                                              |
| mars 2008                                | mai 2020                       | Rémi Poirier              |           | Professeur retraité de science physique                                                       |
| mai 2020,                                | En cours (au 15 novembre 2022) | Philippe Mars             | SE        | Professeur d'économie au Lycée agricole du Robillard                                          |

### Jumelages
Gerbrunn  (Allemagne) depuis 2000.

## Équipements et services publics

### Enseignement
Les enfants d'âge primaire et maternel de la commune sont scolarisés à l'école de Mathieu, qui compte 9 classes en 2022-2023, soit 216 élèves. Ils disposent d'un accueil périscolaire et d'une cantine.

### Postes et télécommunications
Mathieu dispose d'un bureau de poste, dont les horaires ont été de fait réduits en 2022, suscitant les protestations de la municipalité,.

### Équipements culturels
La médiathèque municipale  Jean-Marot créée en 1980 à l'initiative de l'association de parents d'élèves, fait partie du réseau des bibliothèques de Caen La Mer et de celui de la bibliothèque du Calvados.

## Population et société

### Démographie
L'évolution du nombre d'habitants est connue à travers les recensements de la population effectués dans la commune depuis 1793. Pour les communes de moins de 10 000 habitants, une enquête de recensement portant sur toute la population est réalisée tous les cinq ans, les populations de référence des années intermédiaires étant quant à elles estimées par interpolation ou extrapolation. Pour la commune, le premier recensement exhaustif entrant dans le cadre du nouveau dispositif a été réalisé en 2005.

En 2022, la commune comptait 2 339 habitants, en évolution de +6,56 % par rapport à 2016 (Calvados : +1,58 %, France hors Mayotte : +2,11 %).
| 1793 | 1800 | 1806 | 1821 | 1831 | 1836 | 1841 | 1846 | 1851 |
| ---- | ---- | ---- | ---- | ---- | ---- | ---- | ---- | ---- |
| 813  | 632  | 749  | 879  | 827  | 900  | 880  | 875  | 900  |

| 1856 | 1861 | 1866 | 1872 | 1876 | 1881 | 1886 | 1891 | 1896 |
| ---- | ---- | ---- | ---- | ---- | ---- | ---- | ---- | ---- |
| 854  | 808  | 822  | 761  | 710  | 682  | 695  | 684  | 661  |

| 1901 | 1906 | 1911 | 1921 | 1926 | 1931 | 1936 | 1946 | 1954 |
| ---- | ---- | ---- | ---- | ---- | ---- | ---- | ---- | ---- |
| 586  | 597  | 574  | 552  | 581  | 548  | 550  | 658  | 761  |

| 1962 | 1968 | 1975  | 1982  | 1990  | 1999  | 2005  | 2006  | 2010  |
| ---- | ---- | ----- | ----- | ----- | ----- | ----- | ----- | ----- |
| 841  | 964  | 1 100 | 1 255 | 1 577 | 1 625 | 1 977 | 1 972 | 1 940 |

| 2015  | 2020  | 2022  | - | - | - | - | - | - |
| ----- | ----- | ----- | - | - | - | - | - | - |
| 2 180 | 2 318 | 2 339 | - | - | - | - | - | - |

### Sports et loisirs
L'Association sportive de Mathieu fait évoluer deux équipes de football en divisions de district. Le 31 mai 2014, l'équipe remporte la coupe du conseil général du Calvados.

## Culture locale et patrimoine

### Lieux et monuments
- Château de Vauville (XVIIe) qui fait l'objet d'une inscription au titre des monuments historiques depuis le 7 décembre 1972[43].
- Manoir Saint-Jean (XVIe-XVIIe) qui fait l'objet d'une inscription au titre des monuments historiques depuis le 6 février 1981[44].
- Église Notre-Dame-de-l'Assomption (XIIe-fin XIXe) qui fait l'objet d'une inscription au titre des monuments historiques depuis le 16 février 2006[45].
- Château de Mathieu
- Château du Mesnil

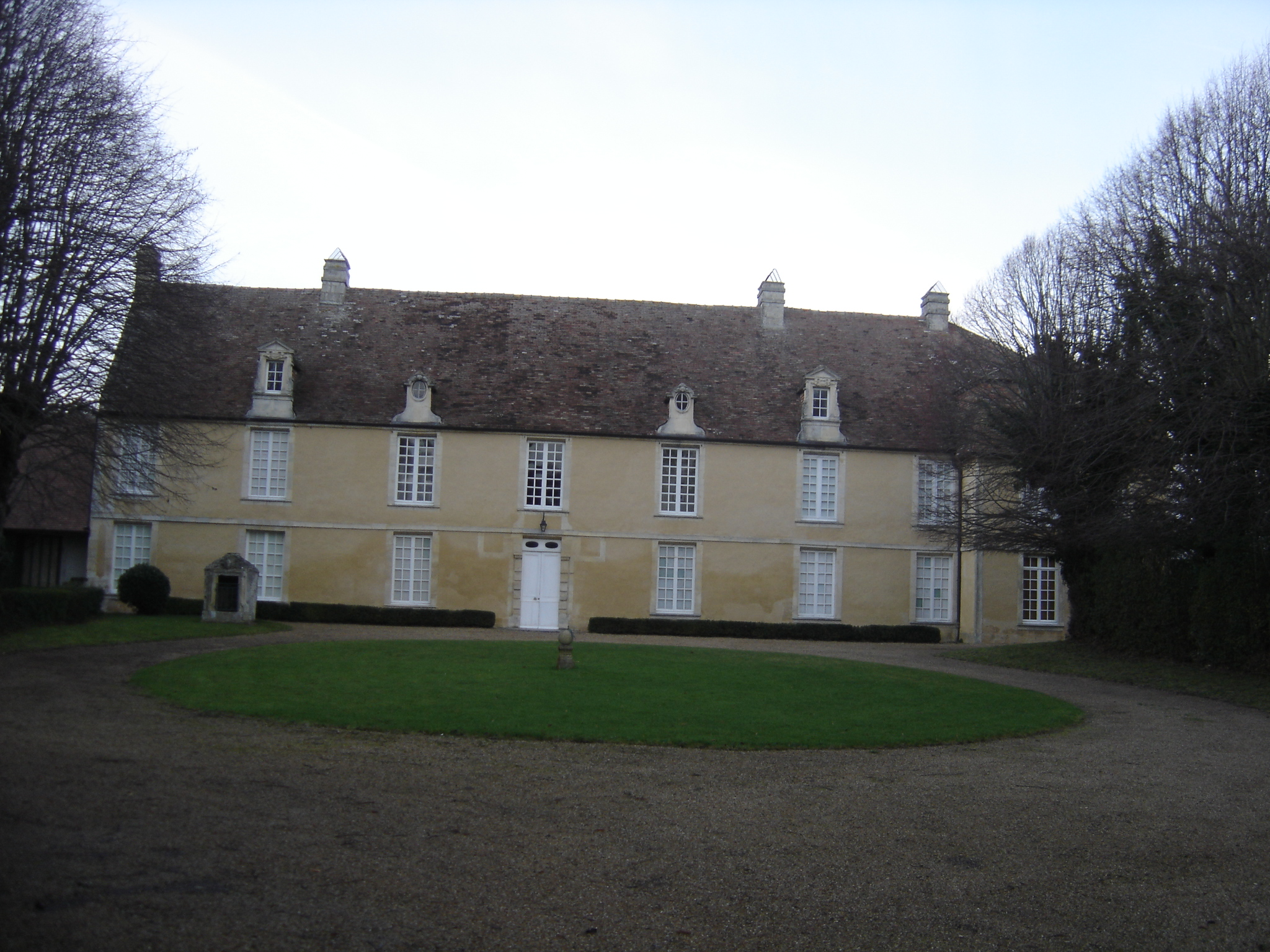
La façade du château de Vauville.
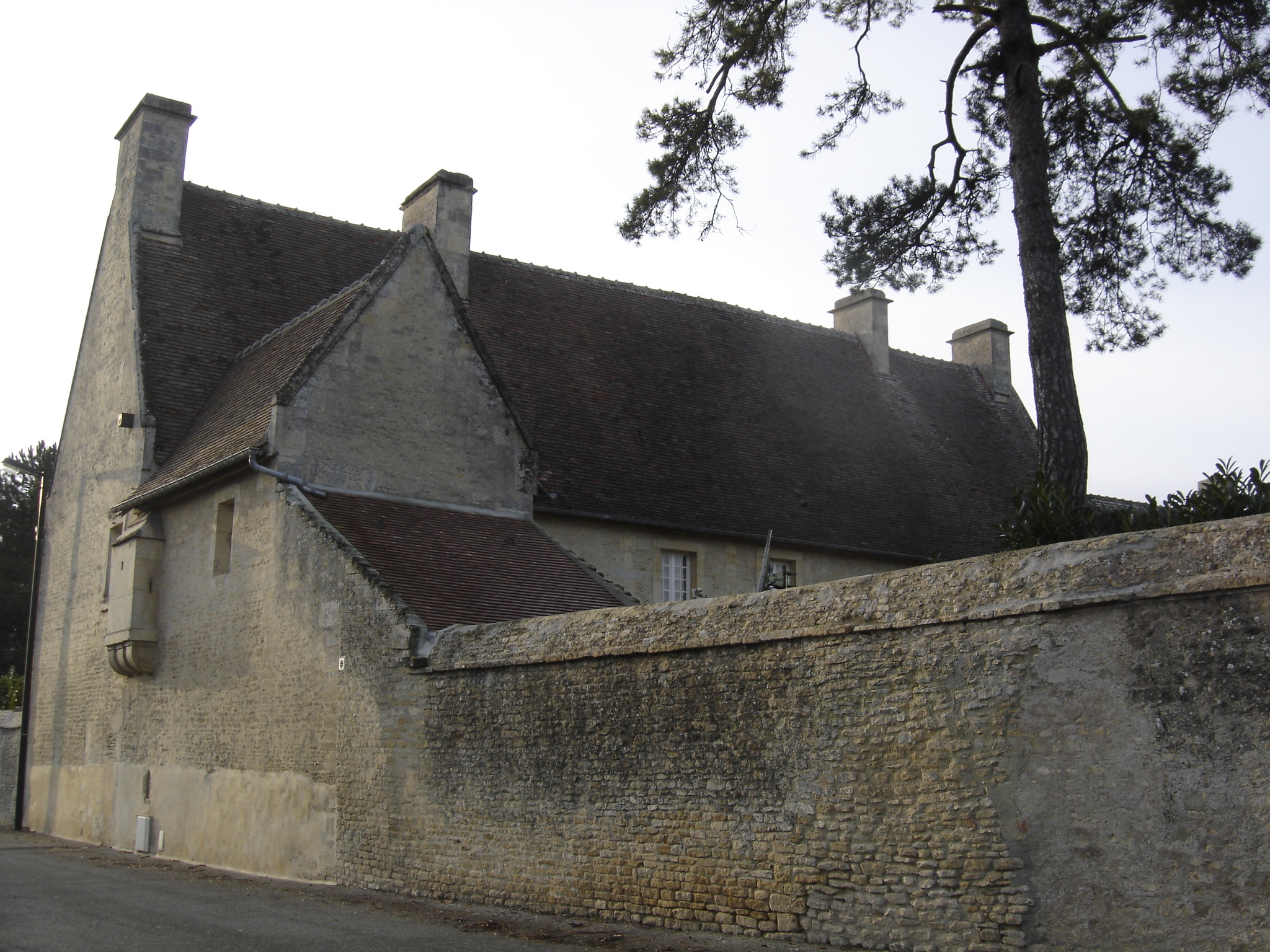
Le manoir Saint-Jean.
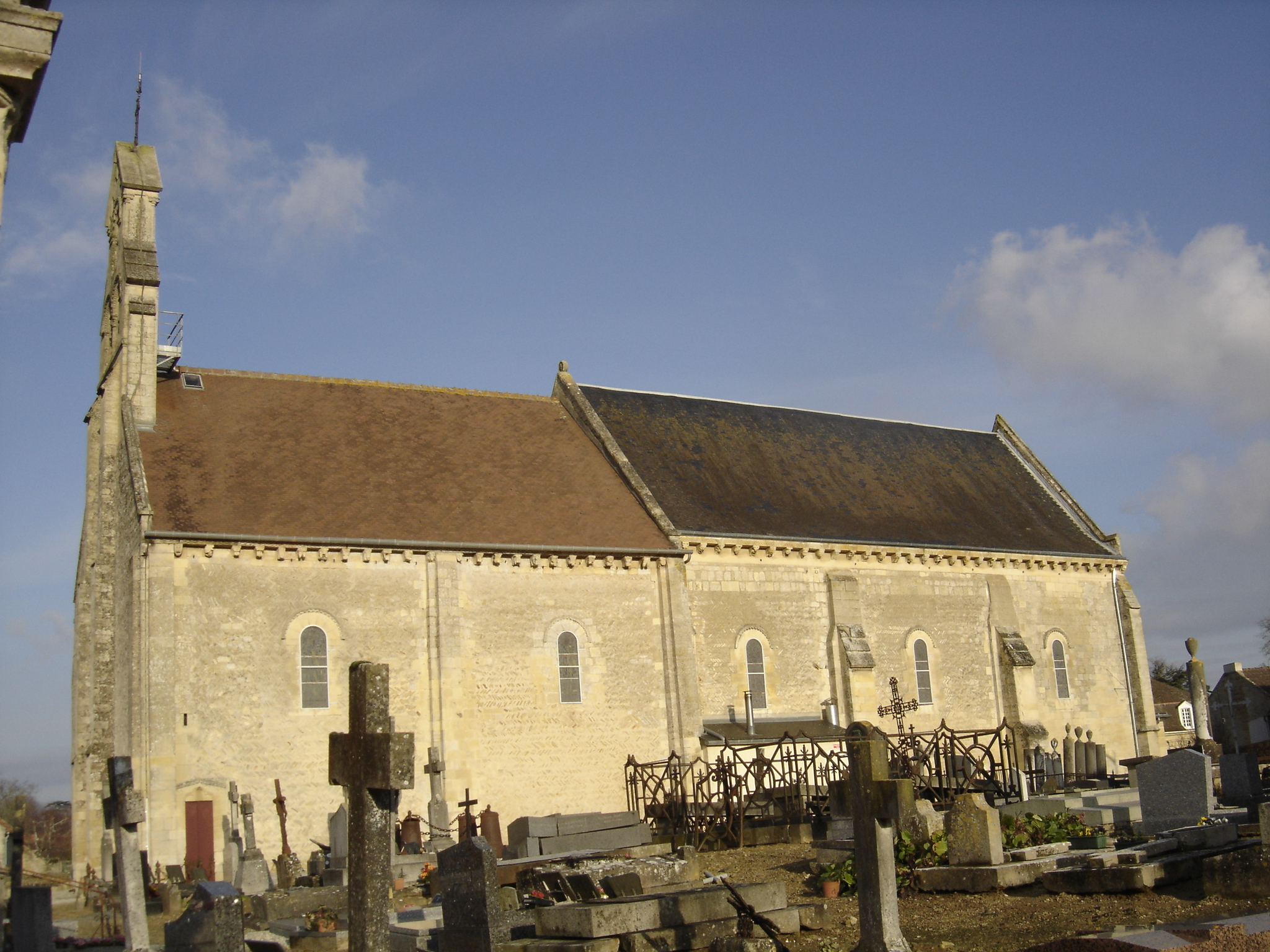
L'église Notre-Dame-de-l'Assomption.
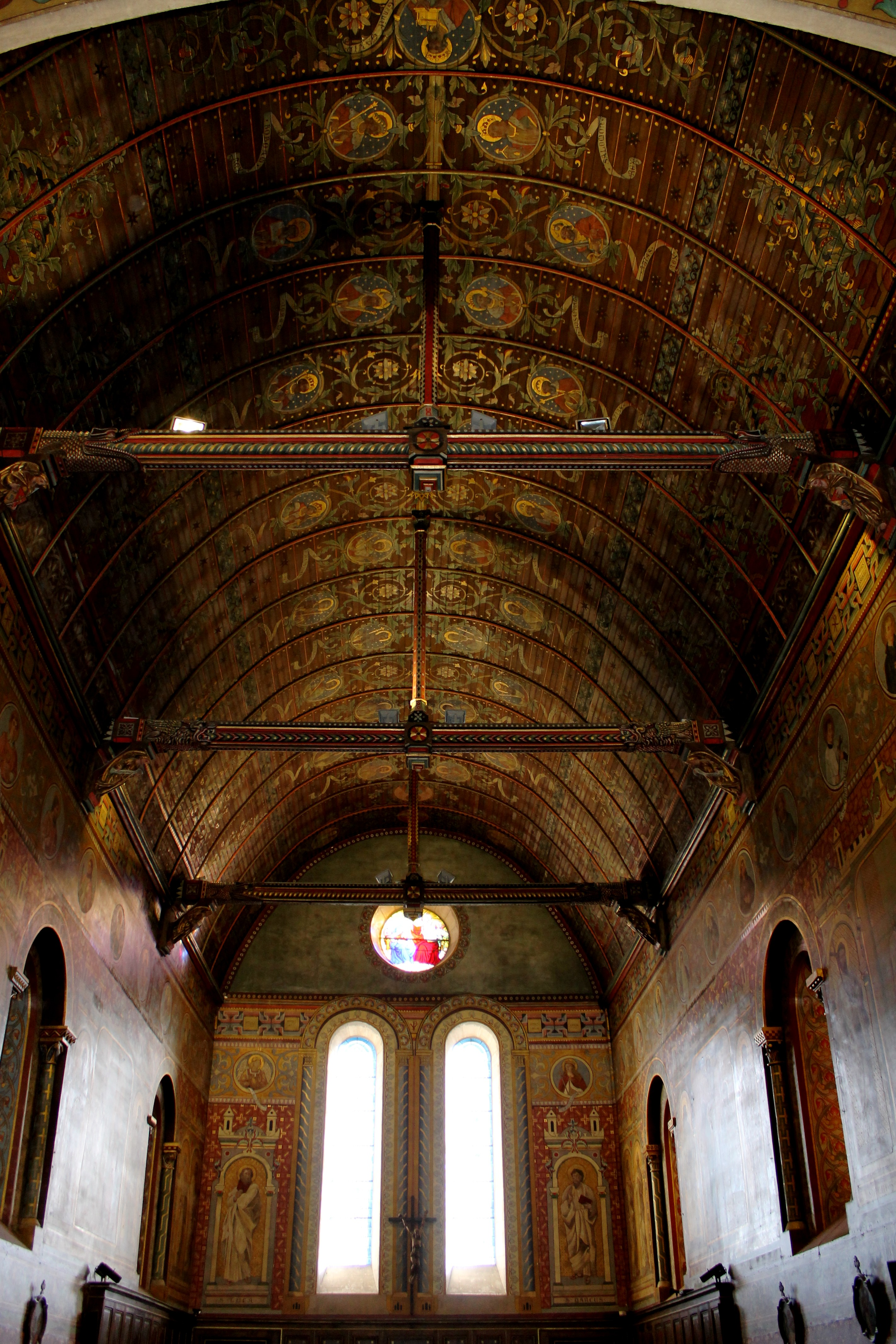
Chœur peint de l'église Notre-Dame-de-l'Assomption.
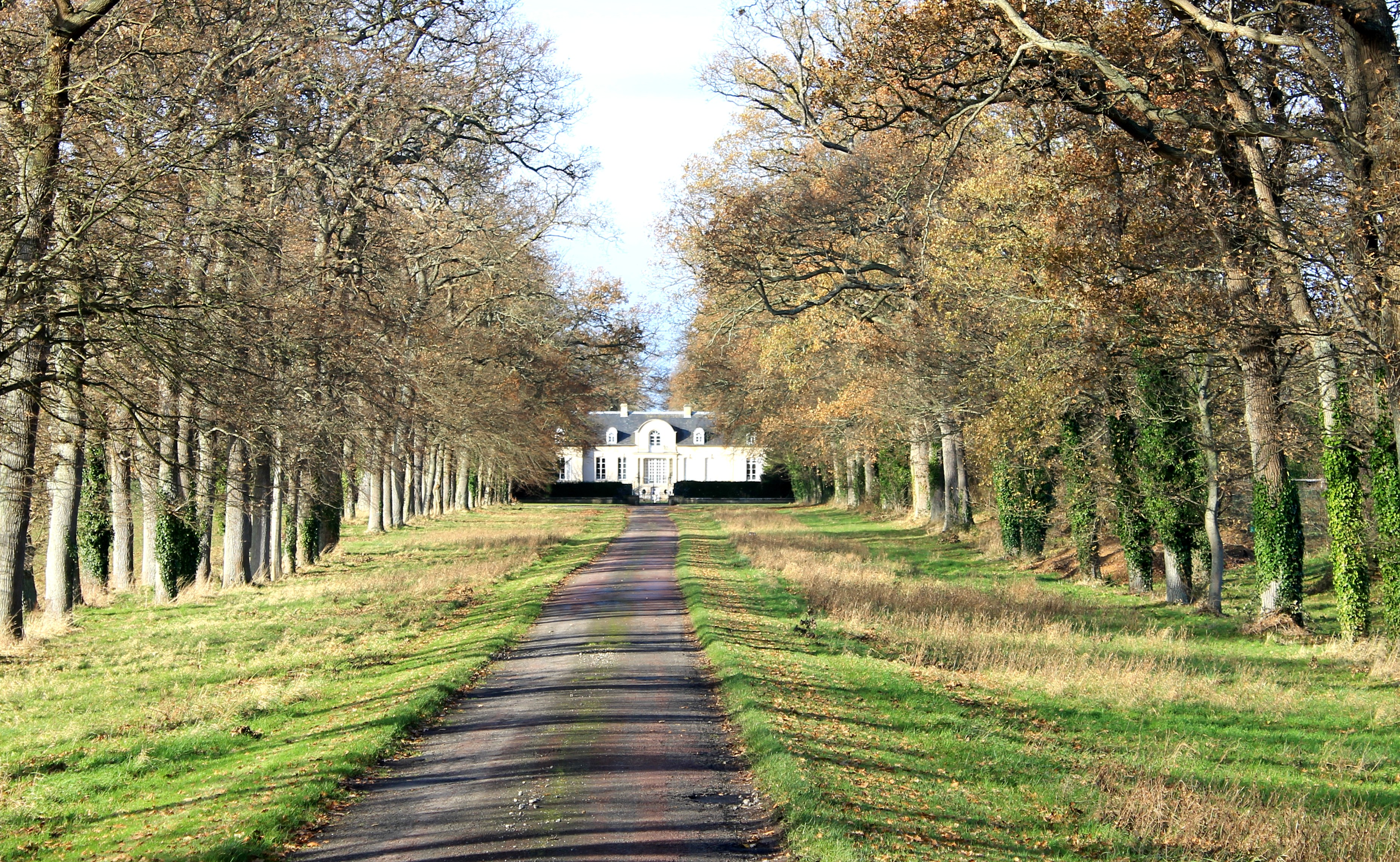
Vue de l'allée du château
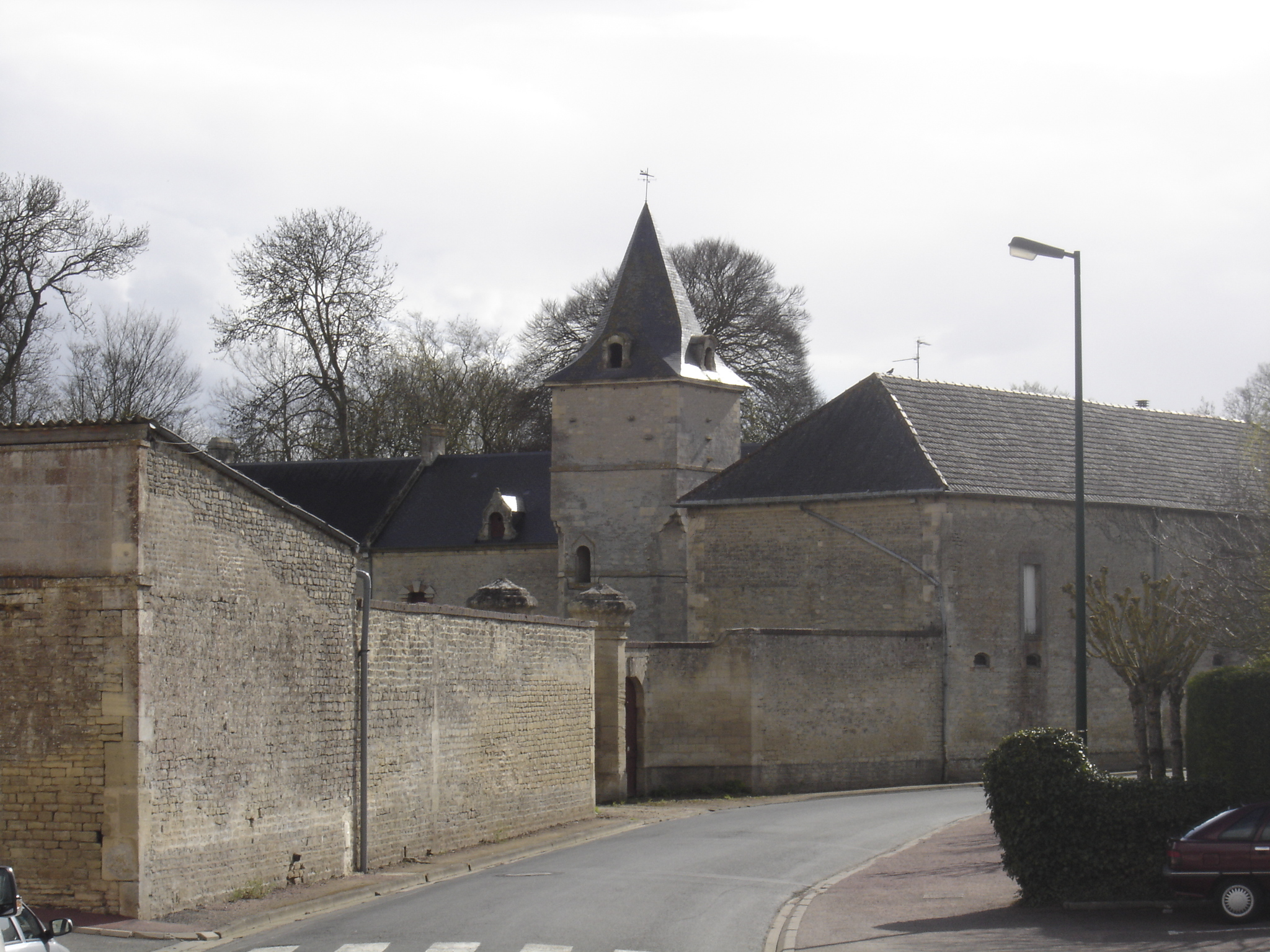
Colombier carré de la ferme du Pavillon.

### Personnalités liées à la commune

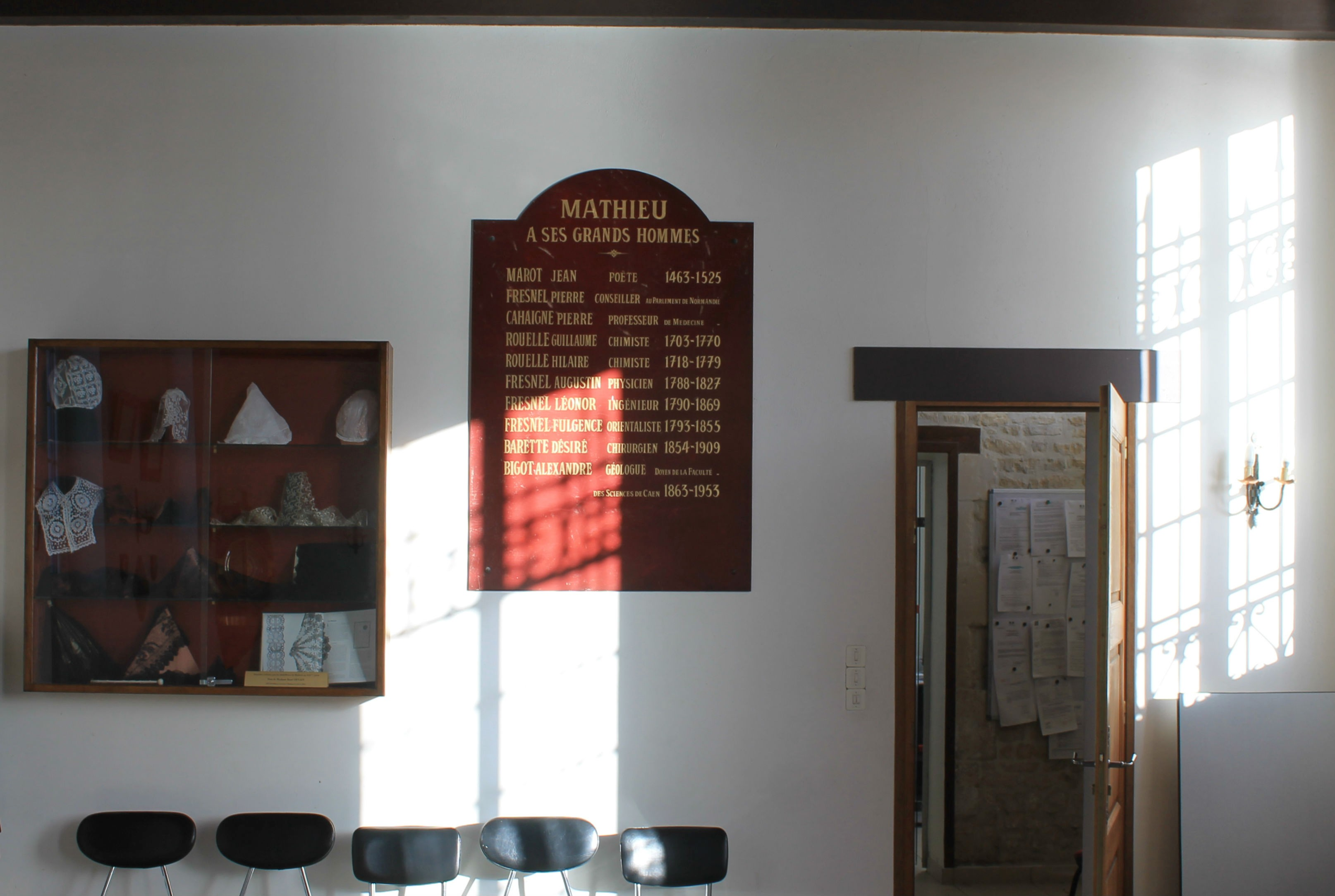
Plaque dans la mairie : Mathieu à ses grands hommes.

- la famille de Mathan est originaire de Mathieu.
- Abel Le Creps (1787-1850) : homme politique et botaniste, résida au château du Mesnil à Mathieu.
- Augustin Fresnel (1788-1827) : physicien, habita dans la maison de la famille Fresnel à Mathieu. Il y a commencé en 1815 ses recherches et ses expériences sur les propriétés de la lumière.
- Alexandre Bigot (1863-1953) : géologue, doyen à la faculté des sciences de Caen, y a résidé.

Natifs de Mathieu
- Jean Marot (v. 1450-v. 1526) : poète ;
- Pierre de Cahaignes, médecin et professeur de médecine à Caen, père de Jacques de Cahaignes[46], recteur de l'université de Caen, professeur en médecine du Roy ;
- François-Guillaume Rouelle, dit « l'Aîné » (1703-1770) : chimiste et apothicaire ;
- Hilaire Rouelle, dit « le Cadet » (1718-1779) : chimiste ;
- Fulgence Fresnel (1795-1855), frère d'Augustin Fresnel : diplomate et orientaliste ;
- Francis Bernard (1908-1990) : entomologiste et océanographe ;
- Louis-Auguste Couvrechef (1827-1860), architecte, auquel on doit l'hôtel du Palais de Biarritz et le château de l'impératrice Eugénie de Montijo à Arteaga. Né et enterré à Mathieu.